# Stadsbrand van Breda
De stadsbrand van 1534 behoort tot de grootste branden die in Breda plaats hebben gevonden. 
Deze stadsbrand vond plaats op 22 juli 1534 en veroorzaakte onder andere grote schade aan de Norbertinessenpriorij, Sint-Catharinadal.